# London Championships 1969
Die London Championships 1969 im Badminton fanden vom 26. bis zum 29. November 1969 in London statt. Svend Pri gewann seinen vierten Titel in Folge.

## Austragungsort
- Crystal Palace, London

## Finalresultate
| Disziplin    | Sieger                         | Finalist                     | Ergebnis     |
| ------------ | ------------------------------ | ---------------------------- | ------------ |
| Herreneinzel | Svend Pri                      | Paul Whetnall                | 18-13, 15-12 |
| Dameneinzel  | Margaret Boxall                | Tyna Barinaga                | 11-8, 11-8   |
| Herrendoppel | Tony Jordan Roger Mills        | Derek Talbot Elliot Stuart   | 2-1          |
| Damendoppel  | Margaret Boxall Susan Whetnall | Gillian Perrin Margaret Beck | 2-1          |
| Mixed        | Tony Jordan Susan Whetnall     | Roger Mills Gillian Perrin   |              |

## Referenzen
- The Glasgow Herald, 1. Dezember 1969.
- The Glasgow Herald, 28. November 1969.
- http://eresources.nlb.gov.sg/newspapers/Digitised/Article/straitstimes19691130-1.2.103